# 二木秀夫
二木 秀夫（ふたつぎ ひでお、1930年〈昭和5年〉7月1日 - 2019年〈令和元年〉7月27日）は、山口県宇部市出身の教育者・政治家。学校法人宇部学園学園長。元参議院議員、元科学技術政務次官、元山口県宇部市長。

## 来歴・人物
1930年（昭和5年）7月1日、山口県宇部市で二木謙吾の次男として生まれる。山口県立宇部高等学校を経て山口大学工学部を卒業したのち、学校法人宇部学園で勤務。
1977年（昭和52年）、宇部曹達工業労働組合（現・セントラル硝子労働組合）等からなる「明日の宇部市をよくする会」や宇部市議会保守系議員団から宇部市長選挙への立候補要請を、また、当時の宇部市長である新田圭二からも後継指名を受け、二木は同年2月28日に同市長選挙への立候補を表明した。
同年4月29日に行われた宇部市長選挙には、二木のほかに日本社会党・日本共産党の革新系統一候補として藤井昇宇部市助役が立候補したが、保守と中道の勢力から支援を受けた二木が初当選した。市長在職中には宇部市役所の機構改革等に取り組み、以後3期連続当選したが、1987年（昭和62年）6月18日、江島淳の死去に伴う参議院議員補欠選挙立候補準備のため、3期目の任期途中で宇部市長を辞職。同年7月12日に行われた第14回参議院議員補欠選挙山口県選挙区に自由民主党公認で立候補し、初当選。以後、2期連続当選。
参議院議員時代は清和会（安倍晋太郎派）→政眞会（加藤六月グループ）に所属し、国土審議会中国地方開発特別委員会特別委員、中小企業対策特別委員会委員長、科学技術政務次官（第2次海部改造内閣、宮澤内閣）等を歴任した。
なお、二木の後任の宇部市長である中村勝人は、市長1期目の任期満了を前にした1991年（平成3年）1月29日、二木に市長就任を要請したとして辞意を表明したが、翌2月に二木が市長選立候補を断念したことでこれを撤回している。
1998年（平成10年）7月25日に参議院議員を引退。山口県選挙区の選挙地盤は第18回参議院議員通常選挙の際に合志栄一へ引き継がれたが、無所属の松岡満寿男が当選し、合志は落選した。
2000年、勲二等瑞宝章受章。
2019年（令和元年）7月27日、宇部市内で死去。89歳没。死没日をもって、従四位に叙される。

## 実績
- 宇部市役所の機構改革[8]
- 宇部市立常盤小学校の開設[14]
- 宇部市文化会館の着工[15]

## 選挙
- 1977年（昭和52年）4月29日 - 宇部市長に無所属で初当選（42,550票）[7]。無所属の当時宇部市助役であった藤井昇（35,967票）を破る[7]。投票率70%[7]。
- 1981年（昭和56年）4月26日 - 宇部市長に無所属で2選（52,009票）。日本共産党の原田雄二（13,409票）を破る。
- 1985年（昭和60年）4月21日 - 宇部市長に無所属で3選（34,007票）。日本共産党の木村一彦（12,284票）を破る。
- 1987年（昭和62年）7月12日 - 参議院議員補欠選挙山口県選挙区で参議院議員に自由民主党公認で初当選。日本共産党の田川章次を破る。
- 1992年（平成4年）7月26日 - 第16回参議院議員通常選挙山口県選挙区で参議院議員に自由民主党公認で2選。日本社会党の桝村実、日本共産党の林洋武、進歩自由連合の佐々木信夫を破る。

## 主な役職
- 学校法人宇部学園学園長[1]
- FC宇部ヤーマン顧問
- 自由民主党山口県支部連合会顧問
- 琴崎八幡宮壱千七百年式年大祭奉賛会名誉会長

## 家族・親族
- 父：二木謙吾 - 学校法人宇部学園創設者、元山口県議会議長、元参議院議員、元大蔵政務次官、元自由民主党両院議員総会長
- 伯父：中安閑一 - 元宇部興産会長、元経済団体連合会常任理事、元日本経営者団体連盟常任理事、元経済企画庁経済審議会専門委員、元産業機械統制会理事技術部長
- 兄：二木和夫 - 元山口県議会議員、元山口県議会副議長
- 甥：二木健治 - 現山口県議会議員（2期目）